# Acacia conspersa
Acacia conspersa — вид квіткових рослин з родини бобових. Ареал: Австралія (пн. Північна територія).

## Середовище
Вид зазвичай розташовується вздовж струмків, у балках або на пагорбах з пісковику, де його часто можна знайти в колоніях, що ростуть на алювію або кам'янистих піщаних ґрунтах у складі чагарників, луків саван, евкаліптових лісів або вологих лісів.

## Біоморфологічна характеристика
Це кущ або дерево, яке зазвичай росте у висоту близько 1,5 м і досягає максимальної висоти 7,5 м і має відкритий або злегка повислий габітус. Він має коричневу або сіру кору, шорстку і жилаву або з поздовжніми тріщинами. Гілочки густо ворсинчасті. Вічнозелені та шкірясті філодії часто вкриті лускою, мають вузькоеліптичну або лінійну форму; вони мають довжину від 3,5 до 8,5 см і ширину від 4 до 12 мм і мають помітну середню жилку. Цвіте з квітня по жовтень, утворюючи яскраво-жовті квіти. Квітки розміщені на квітконосах від 3 до 4,5 мм у довжину. Після цвітіння утворюються шкірчасті, поздовжньо-смугасті стручки лінійної форми завдовжки 4—13 см і 3—5 мм ушир, з поздовжньо розташованими насінням всередині. Насіння темно-коричневого кольору має довжину від 4,6 до 5,7 мм.